# Tomohiro Tsuda
Tomohiro Tsuda (津田 知宏 Tsuda Tomohiro?), född 6 maj 1986 i Gifu prefektur, är en japansk fotbollsspelare.
Tsuda började sin karriär 2005 i Nagoya Grampus Eight (Nagoya Grampus). Efter Nagoya Grampus spelade han för Tokushima Vortis, Yokohama FC och AC Nagano Parceiro.